# José de Jesús Sampedro
José de Jesús Sampedro Martínez (Zacatecas, México; 2 de noviembre de 1950 - 22 de julio de 2025) fue un poeta, editor, promotor cultural y maestro mexicano.

## Biografía
Realizó estudios de licenciatura en economía, a pesar de lo cual fue militante del Partido Comunista Mexicano, miembro del taller literario San Luis Potosí-Aguascalientes y coordinador del taller literario de La Laguna en Gómez Palacio, Durango, y Torreón, Coahuila (1976-1986). Hasta la fecha de su fallecimiento, 22 de julio de 2025, formó parte de la Presidencia del Consejo de Administración de la revista Dosfilos y coordinaba y editaba el suplemento mensual Corre, Conejo, además de participar como editor en el instituto cultural y en la Universidad Autónoma de Aguascalientes.[cita requerida]
Colaboró en diversas revistas, periódicos y suplementos, como Crisis, Xilote, Los Universitarios, Punto y Aparte, Encuentro, El Buscón. Obtuvo mención honorífica de la revista Punto de Partida (1974) y el Premio Nacional de Poesía de Aguascalientes (1975). Encaminó su quehacer literario hacia la promoción de la cultura, ejerciendo la docencia o dirigiendo varios talleres literarios.[cita requerida]
Su lírica se concibió como una poesía visionaria en la que aludía a un tiempo provisto de catástrofes donde analizaba momentos históricos y la condición humana en todas las épocas. En su poemario Si entra él, yo entro logra una voz más personal, empleando como referentes el cine, el rock, los productos industriales y algunas canciones, junto con la ironía para aludir a amores y frustraciones, donde se puede encontrar cierto contenido político.[cita requerida]

## Colaboraciones
Textos suyos aparecen en las siguientes antologías y libros colectivos: Estación Juanacatlán, en Andar en la palabra, Ediciones de la revista Punto de Partida, UNAM, México, 1974; «Para la última», en Gabriel Zaíd, Asamblea de poetas jóvenes de México, Siglo XXI editores, México, 1980; «Notas sobre la narrativa mexicana (1965-1976)», en Aurora M. Ocampo.
Colaboró en casi todas las revistas y suplementos culturales de México y en diversas revistas de América Latina, como en Crítica, revista de la Universidad Autónoma de Puebla.[cita requerida]

## Reconocimientos
Los premios más destacados que recibió fueron:
- Premio Nacional de Poesía Aguascalientes (1975)
- Premio Iberoamericano Ramón López Velarde (2018)
- Premio al Mérito Editorial en Zacatecas y San Luis Potosí

## Obras
- Un (ejemplo) salto de gato pinto (1975). Premio de Poesía Aguascalientes: 30 años, 1968-1997, Joaquín Mortiz, México, 1997.
- «Poemas», en Poesía de México, Ave del Paraíso, Madrid, 1997
- Si entra él yo entro (1978).
- La crítica de la novela mexicana contemporánea UNAM, México, 1981.
- Hey oiga señor ése de ahí soy yo en la sinfonola, 1981.
- Alan Watts o el sofisma del blanco debe ganar, en Carlos Chimal (compilador), Crines, lecturas de rock, Penélope, México, 1984.
- Poemas, en Linda Scheer y Miguel Flores Ramírez, Mexican Poetry 1960s & 1970s, Translation Press, Ann Arbor, Michigan, 1984.
- Poemas, en Evodio Escalante (compilador), Poetas de una generación 1950-1959, Premià editora/UNAM, México, 1988.
- Fatamorgana (prólogo), en O. Henry, Trece cuentos, Premià editora, México, 1988.
- André Breton: en el corazón de un bosque lleno de lobos, en Carlos Chimal (compilador), Crines, otras lecturas de rock, Era, México, 1994.
- Poemas, en Susana González Aktories (antologadora), Poesía joven de México, Arandura editorial, Asunción, Paraguay, 1995.
- La estrella el tonto los amantes (ensayo, poesía, narrativa) (1982).
- Teo y grafo (aspectus): Klossowski. Universidad Veracruzana, México, 1998.
- Presley, Morrison, Browne, en Sergio Monsalvo (compilador), 1998.
- Corrientes de lo alterno, volumen I/II, Editorial Ponciano Arriaga, Instituto de Cultura de San Luis Potosí, San Luis Potosí, México, 1998.
- Poemas, en Benjamín Valdivia y Demetrio Vázquez Apolinar (compiladores), 1998.
- De vario México, antología poética, Ediciones La Rana, Instituto de la Cultura del Estado de Guanajuato, México, 1998.
- Tres poemas, en Encuentro de poetas Oaxaca 2000, Ediciones del Ermitaño/Seminario de Cultura Mexicana/Instituto Oaxaqueño de las Culturas, México, 2001.